# Jerzy Cygan
Jerzy Marian Cygan (ur. 13 kwietnia 1924 w Sobieniach Szlacheckich – zm. 18 czerwca 2006 r. w Lublinie) – kapucyn, uczony bibliofil, humanista.
W czasach młodzieńczych członek Armii Krajowej. 24 czerwca 1951 przyjął w Lublinie z rąk bp. Piotra Kałwy święcenia kapłańskie. Wieloletni profesor seminarium duchownego w Łomży (do 1969) i AWF w Białej Podlaskiej (w latach 1991–2006). Jedyny na świecie profesor kapucyn w uczelni wychowania fizycznego (przyp.). W latach 1969–1989 pracownik naukowy Instytutu Historycznego Zakonu Kapucynów w Rzymie. Kierownik zbioru bibliograficznego Scriptores Capuccini. W latach 1990–2006 członek wspólnoty Zakonu Braci Mniejszych Kapucynów w Białej Podlaskiej.
Jego dorobek naukowy to ponad pół tysiąca monografii, studiów, rozpraw i artykułów naukowych, oraz recenzji o europejskiej i polskiej literaturze filozoficznej i historycznej w dużej mierze napisanej w językach obcych. Oprócz tego opublikował on ponad 50 prac o Podlasiu, za co m.in. w 1995 r. otrzymał nagrodę im. Ludomira Benedyktowicza w dziedzinie literacko-naukowej. Za działalność przyznano mu wiele odznaczeń i medali, w tym m.in. w 1995 za wybitne zasługi dla nauki polskiej i osiągnięcia w pracy dydaktycznej Krzyżem Kawalerskim Orderu Odrodzenia Polski.